# Дури (нефтяное месторождение)
Дури (Duri) — нефтяное месторождение на территории Индонезии, одно из крупнейших производителей нефти в Индонезии. Расположено в центральной части острова Суматра в провинции Риау — в блоке Рокан, вместе с нефтяным месторождением Минас.
Открыто в 1944 году. С середины 1950-х годов интенсивное промышленное освоение месторождения вела американская нефтедобывающая компания Caltex. С 1956 года по 1958 год было введено в строй 150 скважин, что привело к добыче нефти в этом районе в объёме около 2 млн баррелей в год. Для обеспечения экспорта был введён в строй нефтепровод Дури — Думай, а также нефтяной терминал в глубоководном порту Думая. Эти меры позволили обеспечить экспорт в промышленных масштабах. В 1962 году на месторождении добывалось сырьё уже с 258 скважин.

## История
Нефтяное месторождение Дури имеет длину около 18 км и ширину 18 км и является одним из крупнейших производителей нефти в Индонезии. Расположено в провинции Риау, в бассейне Южной Суматры на восточном побережье Суматры, Индонезия. Было открыто в 1941 году. Береговое нефтяное месторождение было введено в эксплуатацию в 1954 году. Пик первичной добычи на месторождении составил 65 000 баррелей в сутки в середине 1960-х годов. Нефть с месторождения направляется по трубопроводу в порт Думай. На крупнейшем в Индонезии месторождении была впервые применена технология парового вытеснения в 1985 году, стала одним из крупнейших проектов, с тех пор оно считается одним из крупнейших в мире месторождений, на котором применяется данная технология.
Добыча на месторождении Дури естественным образом снижалась из-за падения пластового давления с 1965 года. В 1975 году на индонезийском нефтяном месторождении осуществили работу по пилотному проекту с применением технологии нагнетания пара в нефтяной пласт (заводнение паром), что повысило нефтеотдачу. Широкомасштабное внедрение этой технологии на месторождении было осуществлено в 1985 году. К 1994 году добыча нефти благодаря этому увеличилась до 300 000 баррелей в сутки. К 2008 году технология заводнения паром увеличила добычу нефти на Дури более чем в три раза и позволила добыть более двух миллиардов баррелей сырой нефти.
Газ, предназначенный для закачки пара, поступает по трубопроводу Гриссик-Дури. Электроэнергия для проекта с затоплением паром поступает от когенерационной электростанции North Duri мощностью 300 МВт, управляемой Chevron. Ежедневная добыча на месторождении Дури в настоящее время составляет в среднем около 185 000 баррелей. В августе 2021 года Chevron передала управление месторождением Дури новому оператору — Pertamina Hulu Rokan. В 2022 году компания построила солнечную электростанцию мощностью 17 МВт на месторождении Дури и планирует пробурить 500 скважин в 2023 году.

## Техническое описание
Плотность нефти 917 кг/м³. Текущая добыча — 200 000 баррелей в день (31 000 м³ в день). Оператором месторождения является индонезийская нефтяная компания PT Caltex Pacific Indonesia.
Тяжёлая малосернистая нефть необычайно воскообразного происхождения, расположена на суше в бассейне центральной части Суматры в индонезийской провинции Риау. Месторождение требует больших затрат энергии для производства пара и его закачки в неглубокое месторождение, чтобы заставить нефть течь. Для переработки тяжёлой нефти в нефтепродукты также требуется значительный объём водорода. Дури расположен в богатой углеродом лесной экосистеме. Повышенные выбросы парниковых газов высвобождаются из почвы и окружающей биомассы при разработке участков для бурения.